# Idoya

Talla gótica del de la Virgen de Idoya de Isaba, Valle del Roncal, Navarra.

Idoya o Idoia es un nombre propio femenino en euskera. Su origen más probable sería idoi (pantano o ciénaga y por extensión: juncal, aunque no tiene una equivalencia exacta), a partir de la topografía original sobre la que está enclavado el santuario de la virgen de Idoia, en Isaba (Navarra).La Iglesia católica conmemora su santoral el 8 de septiembre.
Como topónimo se halla localizado y estudiado en diversos trabajos etnográficos desde el siglo XIX.

## Idoia, Idoya, Ydoya
Puede encontrarse escrito con estas tres grafías, antes era Idoya la tradicionalmente la más habitual sobre todo en Navarra, y la forma Ydoya la menos común, actualmente la voz Idoia es la más común pues es la ortográficamente correcta en euskera batúa, por lo que ha aumentado sobro todo entre las personas jóvenes el País Vasco.
Según el INE, a fecha 01/01/2022 en España llevan el nombre de Amaya: 6.327 mujeres y el nombre de Amaia: 1.745 mujeres; haciendo un total de 8.072 mujeres, es usado en principalmente en las provincias de Guipúzcoa (0,476%), Bizcaya (0,398%), Álava (0,385%) y Navarra (0,363%).

## Fiestas y folclore
El "lunes de Pentecostés" se celebra en Isaba la romería a la Virgen de Idoya. También en esa localidad roncalesa se rinde homenaje de las personas que llevan este nombre en la "Fiesta de las Idoyas", el primer domingo de julio.

## Personas
- Idoia Estornés Zubizarreta (1940-), historiadora y escritora española.
- Idoia Zenarruzabeitia (1959-), política española.
- Idoia López Riaño (1964-), ex-terrorista de ETA.
- Idoia Mendia (1965-), política española.
- Idoya Jiménez (1969-), deportista de taekwondo española.
- Idoia Montón Gorostegui (1969-), artista española.
- Idoia Etxeberria Ikutza (1969-), deportista rural vasca.
- Idoia Arbillaga (1975-), crítica literaria y escritora española.
- Idoia Agirre (1993-), futbolista española.
- Idoia Otaegi (1971-), política, jurista y profesora universitaria española.
- Idoia Sagastizabal (1972-), política española.
- Idoia Mendizábal (1977-), terrorista de ETA.
- Idoia Villanueva (1980-), política española.
- Idoia Ochoa (1985-), ingeniera española.
- Idoia Pérez Anaut (1974-),

Primera bombero voluntaria de Navarra (1998).